# Зоряні війни: Учень джедая. Знак корони
Зоряні війни: Учень джедая. Знак корони (англ. The Mark of the Crown) — науково-фантастичний роман американської письменниці Джуд Вотсон, четверта книга в серії романів «Учень джедая».

## Сюжет
Обі-Ван і Квай-Гон викликані на планету Гала, щоб спостерігати за тим, як будуть відбуватися вибори. Королева планети помирає, і її останньою дією має стати перетворення монархії в демократію, в значній мірі через її сина — принца Беджі. Джедаї потрапляють в сам розпал боротьби між партіями. Незабаром Квай-Гон був посланий до горців, фракції сепаратистів в горах. Королева хоче перед своєю смертю, щоб їх жіночий лідер Елана знала, що вона і є справжній спадкоємець трону. Поки Квай-Гон доставляє повідомлення, Обі-Ван виявляє темні справи за спиною королеви і навіть можливе наближення її смерті зусиллями супротивників.

## Персонажі

### Діючі персонажі
| Персонаж       | Стать   | Раса      | Рідна планета |
| Беджу          | чоловік | галасієць | Гала          |
| Веда           | жінка   | галасійка | Гала          |
| Візо           | чоловік | галасієць | Гала          |
| Дано           | чоловік | галасієць | Гала          |
| Джоно Данн     | чоловік | галасієць | Гала          |
| Домі           | чоловік | галасієць | Гала          |
| Квай-Гон Джинн | чоловік | людина    | не відомо     |
| Лоннаг Джиба   | чоловік | галасієць | Гала          |
| Малі Еррат     | чоловік | галасієць | Гала          |
| Обі-Ван Кенобі | чоловік | людина    | Ст'юджон      |
| Сайлос         | чоловік | галасієць | Гала          |
| Елана          | жінка   | галасієць | Гала          |

### Згадувані персонажі
- Віву
- Дека Брун
- Йода
- Кана
- Ксанатос
- Нуні
- Рові
- Тема
- Уайла Праммі

## Планети і локації
- Гала — планета
- Галасійське море — море на Галі
- Галу — головне місто Гали, основне місце дії
- Перевал місячного сяйва — область в горах на Галі
- Фіндар — планета

## Раси
- Галасійці
- Люди